# Live from SoHo (álbum de Linkin Park)
Live from SoHo es el tercer EP lanzado por la banda Linkin Park, lanzado el 4 de marzo de 2008 en el iTunes Store. Es la decimoctava edición de la serie de EP exclusivos de Live From Soho que iTunes lanza. Se grabó en el Apple Store de SoHo, el 20 de febrero de 2008. Se puede encontrar en este álbum una interpretación acústica de My December, donde Mike Shinoda toca el teclado electrónico mientras que Chester Bennington, canta.

## Lista de canciones
1. "Wake" – 1:39
2. "Given Up" – 3:09
3. "Shadow of the Day" – 4:16
4. "My December" – 4:17
5. "In Pieces" – 3:40
6. "Bleed It Out" – 2:46

- Datos: Q1051916